# Esporte Clube Flamengo
O Esporte Clube Flamengo (cujo acrônimo é ECF) é um clube de futebol brasileiro com sede na cidade de Teresina, no estado do Piauí. Suas cores são vermelho e preto. Detém 17 títulos do Campeonato Piauiense. Seu maior rival é o Ríver, contra quem faz o clássico Rei do estado, o Rivengo.
Em participações na primeira divisão do Brasileiro, o EC Flamengo esteve em 7 edições da Série A. Também disputou 4 vezes a Série B do Brasileiro.
Na Copa do Brasil, foram 11 aparições. Sua campanha mais destacada foi na edição da Copa do Brasil de 2001, onde chegou às oitavas de final, representando o melhor desempenho de um clube piauiense na história da competição.

## História
O EC Flamengo foi fundado em 8 de dezembro de 1937, por Raimundo Melo de Arêa Leão, esportista, engenheiro civil, professor e político. Por causa de sua religiosidade (católico), decidiu fundar o clube no dia consagrado à  Imaculada Conceição de Nossa Senhora, considerou que, daquela data para frente, o EC Flamengo seria forte e campeão tantas vezes desejasse. Com apenas dois anos de existência, o clube já se tornava campeão piauiense.
Nos anos de 1940, o rubro-negro cresceu no futebol piauiense, tendo como time base a seguinte formação: Morcego; Jonas e Joca;  Pedro Nonato, Ferreira e Raimundo Antônio; Mirco, Zé de Urso, Manula, Cairara e João Pedro.
Em 1942, 1943 e 1944 veio o primeiro tricampeonato. Na década de 1950 houve uma crise administrativa e o EC Flamengo parou por algumas temporadas, para voltar apenas em 1959, foi o período em que seu arquirrival, River conquistou a hegemonia do futebol piauiense.
Em 1963 foi implantado o profissionalismo no futebol piauiense e no ano seguinte Jesus Elias Tajra assumiu a presidência do EC Flamengo decidido a mudar os rumos do futebol do Estado, dominado até então pelo River.
O novo presidente formou um grande time, à base de jogadores cearenses, dirigidos pelo técnico Vicente Trajano, e ganhou o Campeonato com a vitória de 2 a 0 sobre o River, gols de Salvador e Mano. O time campeão era formado com Chiquinho; Maneca, Jonas, Brito e Ronaib; Mariano e Macalé; Maçarico (Barbosa), Mano, Paulinho e Salvador. No ano seguinte o EC Flamengo foi bicampeão piauiense, novamente derrotando o River nas finais por 2 a 1 e 3 a 2 (com o famoso gol de Gringo aos 45 do segundo tempo). Nas finais do campeonato o próprio Presidente Jesus Elias Tajra assumiu a direção técnica da equipe.
Vencidos os dois campeonatos e interrompida a longa jornada de títulos do River, o EC Flamengo voltou a figurar como campeão no futebol piauiense, inaugurando a fase de rivalidade com o River e abrindo novos caminhos para o futebol do Piauí.
Desde então, o EC Flamengo nunca mais parou de competir. Teve maus momentos em campeonatos, mas somou mais títulos como o de campeão do Torneio Internacional Governador Dirceu Arcoverde em 1978, o empresário mineiro Pedro Nascimento trouxe a Teresina, para um torneio internacional, a Seleção de Novos do Uruguai. Foi a primeira vez que uma equipe uruguaia atuou em solo piauiense. Participaram do torneio, além da seleção de novos do Uruguai, as equipes principais de River, EC Flamengo e Piauí, esta última reforçada, no gol, pelo goleiro campeão do mundo com o Brasil no México, Félix.
Na primeira rodada, vitória do EC Flamengo sobre o Piauí, no jogo preliminar. Na principal, o River derrotou os uruguaios por 1 a 0, gol do artilheiro Sima, então no auge de sua carreira. Era noite de quarta-feira, e, naquele tempo, não haviam as transmissões de futebol pela TV com a frequência dos dias de hoje. E 13 mil pagantes foram ao Albertão para aquele histórico primeiro jogo de um quadro uruguaio em nossos gramados.
Ocorreu na noite de sábado, 11 de março de 1978, há 39 anos. Na rodada dupla verificada no Estádio Albertão, Piauí e River fizeram a preliminar, registrando-se vitória do River sobre o Piauí (1 a 0). EC Flamengo e Seleção de Novos fizeram o jogo principal, com vitória do time rubro-negro por 3 a 2, marcando Luiz Sérgio , Dote e Paulo Cesar. Foi a última apresentação uruguaia no Albertão. O torneio foi concluído com a decisão entre River e EC Flamengo, vencida pelo clube rubro-negro tornando-se assim o primeiro clube piauiense a conseguir tal feito (algo que se repetiria em 2008 com a conquista da Taça Browng William,feitos esses nunca igualados por clubes locais). Campeão piauiense em sua história com o segundo tricampeonato estadual de 1986, 1987 e 1988 (sob a presidência de Avelino Neiva). Após a conquista de 1988, na final com o 4 de Julho, o rubro-negro ficou 15 anos sem ser campeão até vencer o Parnaíba na decisão de 2003, sob a presidência de Robert Brown, por 4 x 2 no Estádio Albertão.
Em 2001, consegue chegar até as oitavas de final da Copa do Brasil, eliminando o Sport dentro do seu estádio na Ilha do Retiro em Pernambuco. Por esse feito, é o clube piauiense que até hoje possui melhor desempenho na Copa do Brasil.
Nos anos seguintes, 2002 e 2003, conseguiu passar da primeira fase da competição ao eliminar o Independente-AP e o Corinthians-AL, respectivamente.
Em 2005, pela primeira vez na sua história o clube é rebaixado para a segunda divisão estadual. Entretanto consegue o acesso ainda em 2005, sendo vice-campeão da série B, tendo em vista que na época era normal a disputa da divisão de acesso no mesmo ano do rebaixamento.
Em 2007, foi rebaixado novamente para a segunda divisão estadual. Entretanto o certame da segunda divisão era disputado no mesmo ano. Porém, o clube, detentor de 17 títulos estaduais, permaneceu na segundona estadual devido a uma campanha irregular na competição. Contudo, já no final do ano de 2008, o EC Flamengo conquistou três taças: O Campeonato Piauiense Sub-18, a decisão da Copa Piauí contra o Picos e a disputa dos 60 Anos do clássico Rivengo.
Em 2008, pela não realização da série B do estadual, fez sua primeira excursão ao Caribe, o Mais Querido disputou cerca de quatro jogos. Na excursão às Antilhas Holandesas (hoje Curaçao) e Suriname, o EC Flamengo colheu os seguintes resultados: 0x0 com a Seleção de Suriname; derrota de 3 a 0 para o FC Groningen ; vitória de 2 a 0 na Seleção de Suriname; e vitória de 2 a 1 sobre o Inter Moengotapoe . A equipe rubro-Negra regressava ao Piauí com duas taças, além do da terceira posição no principal torneio.
Em 2009 o EC Flamengo sagra-se campeão piauiense por antecipação, conquistando o primeiro e o segundo turno da competição. Na final do returno, outra vez frente ao 4 de Julho, o rubro-negro vence a primeira partida por 1 x 0 na capital piauiense, e a segunda, disputada em Piripiri, precisando apenas de um empate, triunfa novamente pelo placar de 1 x 0 com gol de Michel aos 49 minutos da etapa complementar. Com isso, o EC Flamengo tem sua vaga garantida na Copa do Brasil 2010 e a disputa da Série D do Campeonato Brasileiro de 2009.
Ainda em 2009, no segundo semestre, o EC Flamengo conquista o bicampeonato da Copa Piauí, ao vencer, novamente, o Picos na final, pelo placar de 2 a 1, com gols de Roni e Binha (este último aos 46 minutos do 2º tempo). o Flamengo jogou com Herivélton; Tote, Marcelo, Alessandro e Igor (Finha); Binha, Luciano, Zuza e Antônio Carlos (Marcelo Sá); Niel e Rone. Técnico: Wálter Maranhão.
Novamente o EC Flamengo garantiu sua vaga para a Série D do Campeonato Brasileiro que aconteceu em 2010. A campanha realizada pelo rubro-negro no estadual foi incontestável: o time foi campeão invicto, com 9 vitórias e 4 empates, teve o artilheiro da competição (o centroavante Roni), o melhor ataque (32 gols) e a melhor defesa (7 gols sofridos), nenhum atleta expulso. Com isso, o clube fechou 2009 sustentando uma invencibilidade de 26 jogos em terras piauienses, o que lhe fez merecer o epíteto de Campeão Arrastão do ano.
Para a disputa da Copa do Brasil de 2010, o campeão piauiense de 2009 contratou o centroavante Jardel, goleador de origem cearense, ex-jogador da Seleção Brasileira que ficou famoso por seus habituais gols de cabeça e que em Portugal obteve a incrível média de 130 gols em 125 jogos atuando pelo Porto e 53 gols em 49 jogos pelo Sporting. E que apesar de ter se destacado no Brasil jogando no Grêmio e no Vasco, Jardel assumiu em uma entrevista para o jornal Globo Esporte do Piauí: "sempre foi torcedor do Flamengo carioca e meu coração agora é duas vezes Flamengo".
Em 2010, o EC Flamengo foi eliminado da Copa do Brasil ainda na primeira fase, depois de perder para o Palmeiras por 1 a 0 no Albertão e, no jogo de volta, que aconteceu no Palestra Itália, foi goleado por 4 a 0, saindo da competição sem marcar um gol sequer.
No Campeonato Piauiense, o EC Flamengo, depois de ficar apenas no penúltimo lugar da Taça Estado do Piauí (Primeiro Turno do Estadual), reagiu e chegou a disputar a final do segundo turno contra o Comercial, porém não conseguiu o título e nem a segunda vaga para a Copa do Brasil de 2011.
Em 2012, o EC Flamengo com uma boa campanha se classificou para a fase final do Campeonato Piauiense de Futebol de 2012. Na semifinal, a equipe do EC Flamengo jogou dentro de casa no Estádio Lindolfo Monteiro contra o Comercial, o goleando por 4 a 1. No jogo de volta em campo maior 1 a 1, e assim, o EC Flamengo se classificou para a final contra o Parnahyba. O primeiro jogo de ida foi no Estádio Lindolfo Monteiro, antes do começo do jogo chegou a ter um apagão, atrasando cerca de 15 minutos. O EC Flamengo fez uma ótima partida, mas perdendo muitas chances de gol. No segundo tempo, a equipe do Parnahyba reagiu e Willian marca aos 28 minutos o único gol da partida e assim terminando a partida 1 a 0 para equipe do Parnahyba e com isso frustrando os torcedores flamenguistas que acompanhavam a partida. No segundo jogo, a equipe do Parnahyba jogando em casa no Estádio Mão Santa com um público de 4617 pessoas, o EC Flamengo começa jogando bem, pressionando, criando jogadas contra a equipe adversária. O primeiro tempo termina 0 a 0.No segundo tempo a equipe do EC Flamengo pressiona e o árbitro marca um pênalti aos 3 minutos do segundo tempo para a equipe do EC Flamengo, e Ítalo marca. Mesmo com o 1 a 0 para equipe, o Parnahyba Sagrou-se campeão piauiense por que fez um gol no primeiro jogo fora de casa.
Em 2022 o clube foi rebaixado para a série B do Campeonato Piauiense, tendo realizado a sua pior campanha na história do estadual. 
Atualmente se encontra na Série B do Campeonato Piauiense. 

## Torcida
As torcidas organizadas mais conhecidas são a "Fiel Rubro-Negra" (o nome homenageia um trecho do hino do clube), a "Império Rubro-Negro" a "Leões da Flagaita" (que tem esse nome por utilizar uma gaita barulhenta, feita de buzina de caminhão a base de ar comprimido para motivar o clube durante os seus jogos. É uma engenharia que foi inventada na década de 1950 por um famoso torcedor eletricista, já falecido, conhecido como "Papagaio da Buzina") e a extinta "Flagiant", a primeira torcida organizada do Estado do Piauí, e a "Garra do Leão" (a mais jovem do clube).
Além dessas torcidas citadas, a maior Torcida Organizada que o Flamengo do Piauí já teve: a "TUF" (Torcida Uniformizada Flamenguista), a "Fla-Saci", a "Flamor" e Flanáticos, fundada e registrada em cartório no dia 5 de maio de 1985, tendo acompanhado as melhores formações do Flamengo de todos os tempos, campeão de 1984 e do tricampeonato de 86,87 e 88. A Flanáticos foi desativada em 1992, mas foi a mais estruturada Torcida Organizada de todos os tempos no Piauí, com mais de 50 bandeiras e uma bateria de 30 percussionistas das melhores escolas de samba de Teresina, além de ter sido a Torcida Organizada que já fez as maiores caravanas acompanhando o Flamengo em competições fora de Teresina, quando viajava com no mínimo 6 Ônibus lotados para todos os jogos.

## Partidas Internacionais
- Seleção de Suriname 0x0 EC Flamengo - 2008 (Suriname)
- FC Groningen/Holanda 3x0 EC Flamengo - 2008 (Holanda)
- Seleção de Suriname 0x2 EC Flamengo - 2008 (Suriname)
- Inter Moengotapoe 1x2 EC Flamengo - 2008 (Suriname)
- EC Flamengo 3x2 Seleção Uruguai - 1978 (Estádio Albertão)
- EC Flamengo 1x1 Sport Vereniging Transvaal (Suriname) - 1970 (Estádio Lindolfo Monteiro)
- EC Flamengo 1x1 Seleção de Paramaribo (Suriname) - 1967 (Estádio Lindolfo Monteiro)
- EC Flamengo 1x1 Sport Vereniging Transvaal (Suriname) - 1965 (Estádio Lindolfo Monteiro)

Saldo Positivo nas 8 partidas internacionais: 3 Vitórias/ 4 empates/ 1 derrota.

## Títulos
| CONTINENTAIS (AMISTOSOS)                     | CONTINENTAIS (AMISTOSOS)                          | CONTINENTAIS (AMISTOSOS) | CONTINENTAIS (AMISTOSOS)                                                                         |
|                                              | Competição                                        | Títulos                  | Temporadas                                                                                       |
| Brasil · Uruguai                             | Torneio Internacional Governador Dirceu Arcoverde | 1                        | 1978                                                                                             |
| Antilhas Holandesas · Brasil · Países Baixos | Taça Brong William                                | 1                        | 2008                                                                                             |
| REGIONAIS                                    | REGIONAIS                                         | REGIONAIS                | REGIONAIS                                                                                        |
|                                              | Competição                                        | Títulos                  | Temporadas                                                                                       |
| Piauí · Pará                                 | Torneio Walter Alencar da FPD                     | 1                        | 1978                                                                                             |
| Piauí · Ceará · Maranhão                     | Taça Jubileu de Prata da FPD                      | 1                        | 1966                                                                                             |
| ESTADUAIS                                    | ESTADUAIS                                         | ESTADUAIS                | ESTADUAIS                                                                                        |
|                                              | Competição                                        | Títulos                  | Temporadas                                                                                       |
| -------------------------------------------- | ------------------------------------------------- | ------------------------ | ------------------------------------------------------------------------------------------------ |
| Piauí                                        | Campeonato Piauiense                              | 16                       | 1939, 1942, 1944, 1947, 1964, 1965, 1970, 1971, 1976, 1979, 1984, 1986, 1987, 1988, 2003 e 2009. |
| Piauí                                        | Copa Piauí                                        | 4                        | 2008, 2009, 2012 e 2013.                                                                         |
| Piauí                                        | Torneio Início                                    | 10                       | 1961, 1965, 1967, 1968, 1970, 1973, 1979, 1985, 1991 e 1999.                                     |
| CAMPANHAS DE DESTAQUE                        |                                                   |                          |                                                                                                  |
|                                              | Competição                                        | Posição                  | Temporadas                                                                                       |
|                                              | Torneio Norte-Nordeste                            | 6º colocado              | 1970.                                                                                            |
|                                              | Copa Norte de Futebol                             | 3º colocado              | 1999.                                                                                            |
|                                              | Campeonato Brasileiro de Futebol - Série A        | 14º colocado             | 1966.                                                                                            |
|                                              | Campeonato Brasileiro de Futebol - Série A        | 38º colocado             | 1976.                                                                                            |
|                                              | Campeonato Brasileiro de Futebol - Série B        | 5º colocado              | 1971.                                                                                            |
|                                              | Copa do Brasil                                    | 16º colocado (3ª fase)   | 2001.                                                                                            |
|                                              | Campeonato Brasileiro de Futebol - Série C        | 9º colocado              | 2000.                                                                                            |

### Outras conquistas

#### Torneios estaduais
- Torneio da Fraternidade: 1966
- Taça Hugo Bastos: 1967
- Taça Joffre Castelo Branco: 1969
- Taça Rádio Pioneira: 1970
- Taça Estado do Piauí: 1970 e 2009
- Taça Renato de Souza Lopes: 1972
- Torneio Governador Alberto Silva: 1973.
- Taça 60 Anos de Rivengo: 2008.
- Super Copa Piauí: 2014.

### Campanhas de destaque
- Chippie Polar Cup: 2008 (3º lugar)[2]

#### Estaduais
- Campeonato Metropolitano: 2016 (vice-campeão)

#### Regionais
- Copa TV PICOS: 2016

## Estatísticas

#### Participações
|  | Participações em 2024 |

| Competição | Competição            | Temporadas | Melhor campanha         | Estreia | Última | P | R |
| Piauí      | Campeonato Piauiense  | 74         | Campeão (17 vezes)      | 1939    | 2022   |   | 3 |
| Piauí      | 2ª Divisão            | 4          | Vice-campeão (2005)     | 2005    | 2024   | 1 | 0 |
|            | Copa do Nordeste      | 1          | Fase de grupos (2016)   | 2016    | 2016   |   |   |
| Brasil     | Campeonato Brasileiro | 7          | 17º colocado (1966)     | 1965    | 1985   |   | 1 |
| Brasil     | Série B               | 4          | 5º colocado (1971)      | 1971    | 1989   | – | – |
| Brasil     | Série C               | 5          | 12º colocado (2000)     | 1992    | 2006   | – | – |
| Brasil     | Série D               | 2          | 31º colocado (2009)     | 2009    | 2010   | – |   |
| Brasil     | Copa do Brasil        | 11         | Oitavas-de-final (2001) | 1989    | 2014   |   |   |

## Participação em campeonatos regionais

### Copa Norte-Nordeste
- 1968 – 22º (23)
- 1969 - 8º (26)
- 1970 - 6º (36)
- 1971 - 4º (14)

### Taça Nordeste de Futebol
- 1970 - 3º (30)
- 1971 - 3º (12)

### Torneio do Norte
- 1969 - 4º (12)

### Copa Norte
- 1999 – 3º (8)

### Copa do Nordeste
- 2016 – 20º (20)

## Participação em campeonatos nacionais

### Campeonato Brasileiro- Série A
- 1965 - 19º (22)
- 1966 - 14º (22)
- 1976 - 38º (54)
- 1977 - 56º (62)
- 1978 - 66º (74)
- 1980 - 43º (44)
- 1985 - 39º (44)

### Copa do Brasil
- 1989 - 25º (32)
- 1995 - 28º (36)
- 1999 - 53º (64)
- 2001 - 16º (64)
- 2002 - 26º (64)
- 2003 - 22º (64)
- 2004 - ? (64)
- 2009 - ? (64)
- 2010 - ?
- 2013 - ?
- 2014 - ?

### Série B
- 1971 - 5º (23)
- 1972 - 19º (23)
- 1981 - 31º (44) (Taça de Prata)
- 1989 - 36º (96)

### Série C
- 1992 - 27º (31)
- 1995 - 32º (108)
- 2000 - 9º (55) - Copa João Havelange
- 2003 - 38º (93)
- 2006 - 61º (64)

### Série D
- 2009 - 31º (39)
- 2010 - 37º (40)

## Ranking da CBF
Ranking atualizado em dezembro de 2018
- Posição: 218º
- Pontuação: 25 pontos[3]

Ranking criado pela Confederação Brasileira de Futebol para pontuar todos os clubes do Brasil.